# Walter Mahlendorf
Walter Mahlendorf (Sarstedt, 4 de janeiro de 1935) é um ex-atleta alemão, campeão olímpico do revezamento 4x100 metros, em Roma 1960.
Velocista, integrante do revezamento alemão campeão no Campeonato Europeu de Atletismo em 1958, nos Jogos de Roma ele foi eliminado das finais nos 100 m (vencida por seu compatriota Armin Hary) e participou do revezamento 4x100 m. Nesta prova, os alemães chegaram em segundo lugar após a equipe norte-americana, mas 15 minutos depois do encerramento, os fiscais desqualificaram a equipe dos Estados Unidos por problemas na troca de bastões e ele, Hary, Bernd Cullmann e Martin Lauer receberam a medalha de ouro. O tempo do revezamento - 39s5 - igualou a própria marca mundial dos alemães.